# Chaetocnephalia andina
Chaetocnephalia andina är en tvåvingeart som beskrevs av Cortes och Campos 1971. Chaetocnephalia andina ingår i släktet Chaetocnephalia och familjen parasitflugor. Inga underarter finns listade i Catalogue of Life.